# Andreas Hinterstoisser
Pas d'image ? Cliquez ici
Andreas Hinterstoisser (3 octobre 1914 - 21 juillet 1936) est un alpiniste allemand.

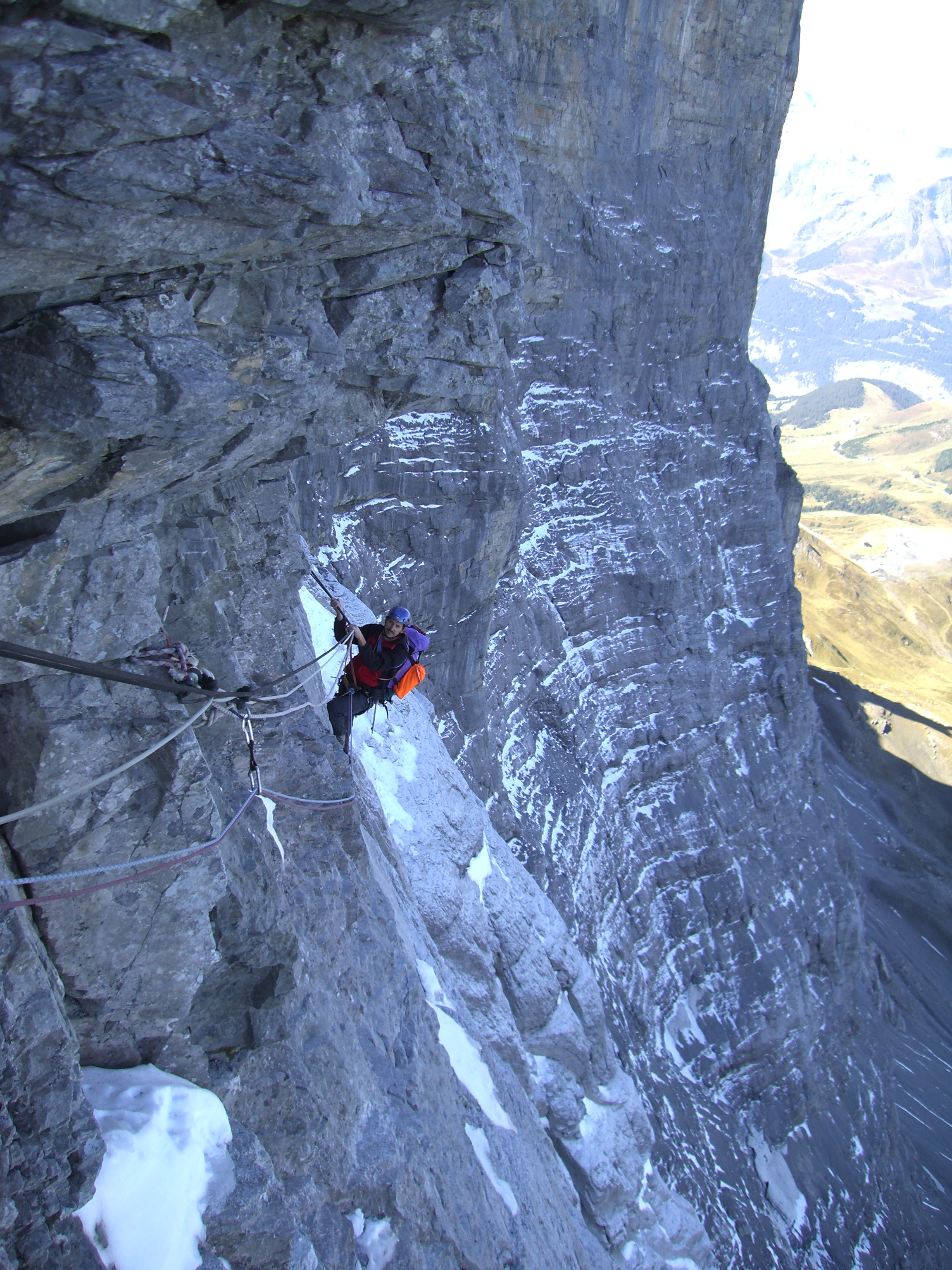
Traversée Hinterstoisser, 2007

En 1936, il faisait partie de la cordée des quatre hommes qui ont tenté de réaliser la première ascension de la face nord de l'Eiger. Il a réussi à traverser un passage particulièrement difficile rendant ainsi la suite de l'ascension possible. Ce passage a été depuis nommé la traversée Hinterstoisser.

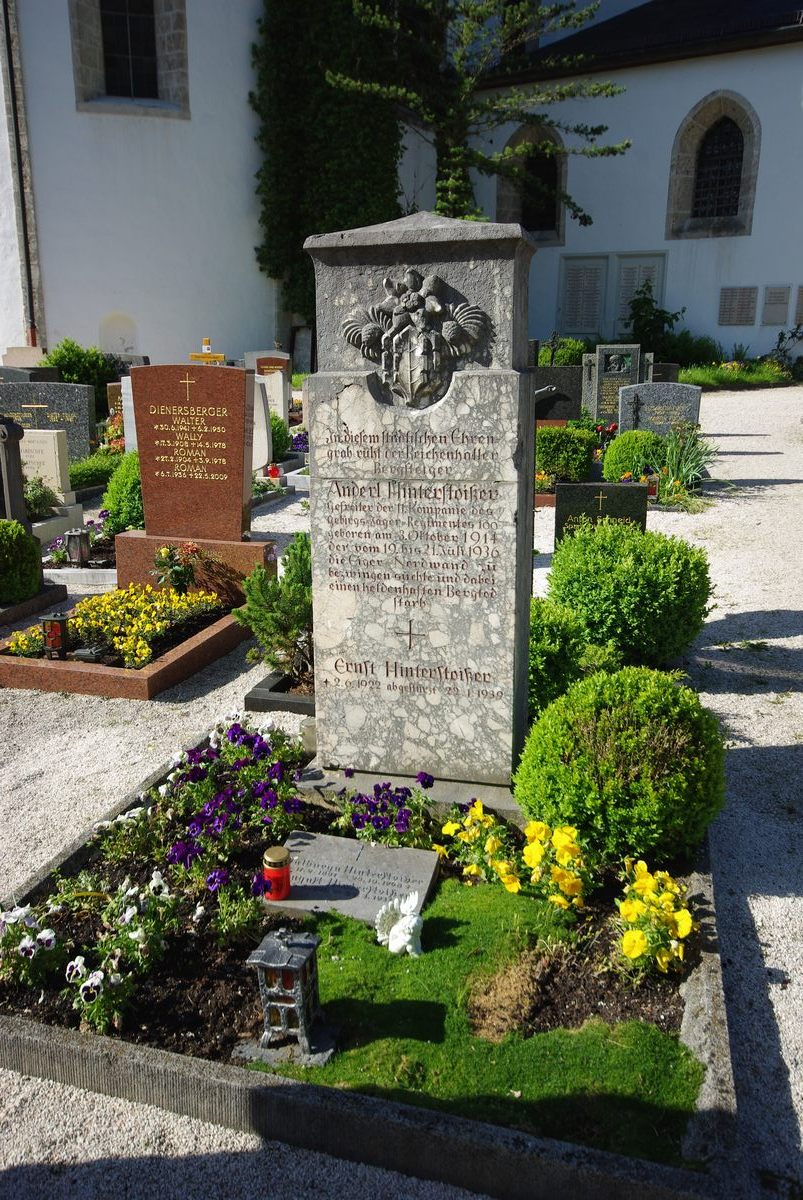
Tombe d'Andreas Hinterstoisser à Bad Reichenhall

La tentative a été infructueuse et les quatre alpinistes sont morts lors de la descente ne pouvant pas faire en sens inverse la fameuse traversée qu'Andreas Hinterstoisser avait ouverte à l'aller.

## Film
L'histoire de l'ascension de l'Eiger est racontée dans le film Duel au sommet (Norwand, 2008). L'acteur Florian Lukas interprète le rôle d'Andreas Hinterstoisser.